# Aroma di Amore
Aroma di Amore is een Belgische rockgroep rond Elvis Peeters (auteur/zanger), Fred Angst (componist/gitarist) en Lo Meulen (componist/bassist). Dit is ook de huidige line-up van de groep.

## Geschiedenis
Aroma Di Amore was in de jaren tachtig een vernieuwende band, die elektronica combineerde met rock, maar het was vooral de mix van vlijmscherpe maatschappijkritische Nederlandstalige teksten met onconventionele songstructuren die de groep in binnen- en buitenland een cultstatus opleverde.
Ze debuteerden in Humo's Rock Rally 1982, waarin ze de finale haalden, en brachten in de daaropvolgende jaren een reeks platen uit die hun weg vonden naar een klein maar loyaal publiek. Live werd de band steeds geapprecieerd voor zijn energieke en gedreven optredens.
In 1994 hield de groep er voor lange tijd mee op. Elvis Peeters ging zich vooral toeleggen op literatuur, maar bleef ook muzikaal actief met onder andere De Legende. Fred Angst zette zijn muzikale zoektocht voort met Kolk en later met het soloproject Zool.
Tien jaar later volgt een reünietournee met uitverkochte optredens in het clubcircuit. Eind 2009 verschijnt op het nieuwe label Onderstroom Records de compilatie 'Onverdeeld'. In mei 2010 verschijnt de elpee 'Ongehoord' met daarop nooit eerder uitgebrachte opnamen. Aansluitend op het uitbrengen van deze platen geeft Aroma Di Amore in deze periode een reeks optredens in onder andere Het Depot te Leuven en Vooruit te Gent.
In 2012 kwam voor het eerst sinds lang nieuw werk uit, de elpee 'Samizdat', die live voorgesteld werd in de Ancienne Belgique te Brussel.  Daarop volgde een korte tournee door België.
In januari 2016 wordt het nieuwe album 'Zin' gereleased bij Starman Records, opnieuw gevolgd door een korte tournee langs clubs in België.
Begin 2017 beslist de band om er in stilte definitief mee te stoppen. Maar de release van een overzichtsbox zet de groep ertoe aan om in 2022 toch in schoonheid te eindigen met een afscheidstournee (o.a. Sinner's Day en Ancienne Belgique).

## Discografie
- Gorilla Dans de Samba (ep 1983)
- Koude oorlog (mini-lp 1984)
- Voor de dood (maxisingle 1984)
- De sfeer van grote dagen (mini-lp 1985)
- Zonder omzien (mini-lp 1985)
- Harde feiten (lp 1986)
- Koudvuur (lp 1987)
- Radikal (compilatie-cd 1993)
- Onverdeeld (compilatie dubbel-cd 2009)
- Ongehoord (lp met onuitgegeven werk 2010)
- Samizdat (cd 2012)
- Zin (cd 2016)
- Zwarte Doos 1983-1987 (vinylbox met 6lp's & 1ep 2022)

+ tracks op diverse belpop- en new-wavecompilaties.